# غالش محلة (بنج هزارة)
غالش محلة (بالفارسية: گالش محله) هي قرية تقع في إيران في قسم بنج هزارة الريفي. يقدر عدد سكانها بـ 131 نسمة بحسب إحصاء 2016.